# 通信兵

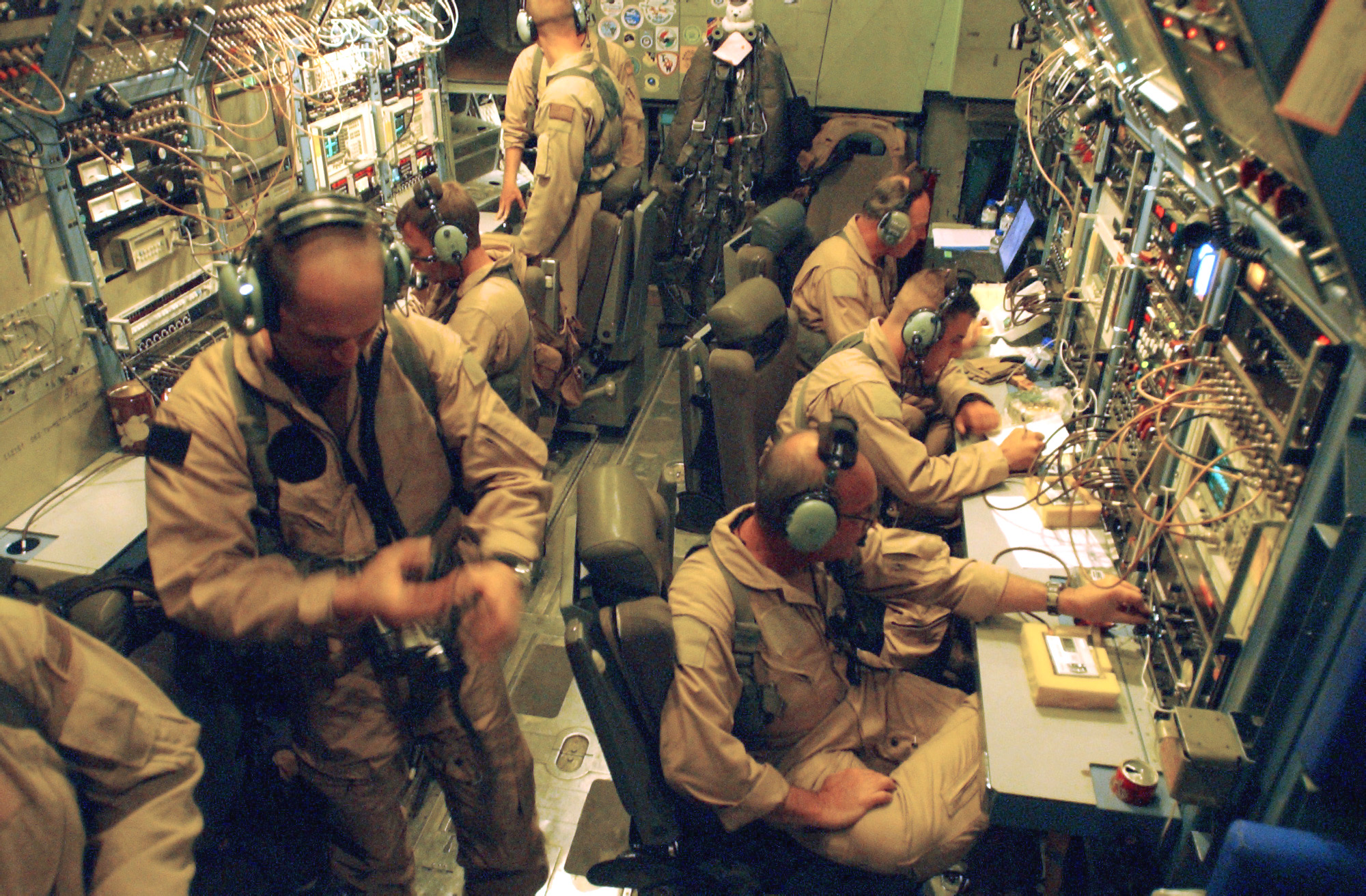
美國空軍C-130運輸機上的通訊中心。

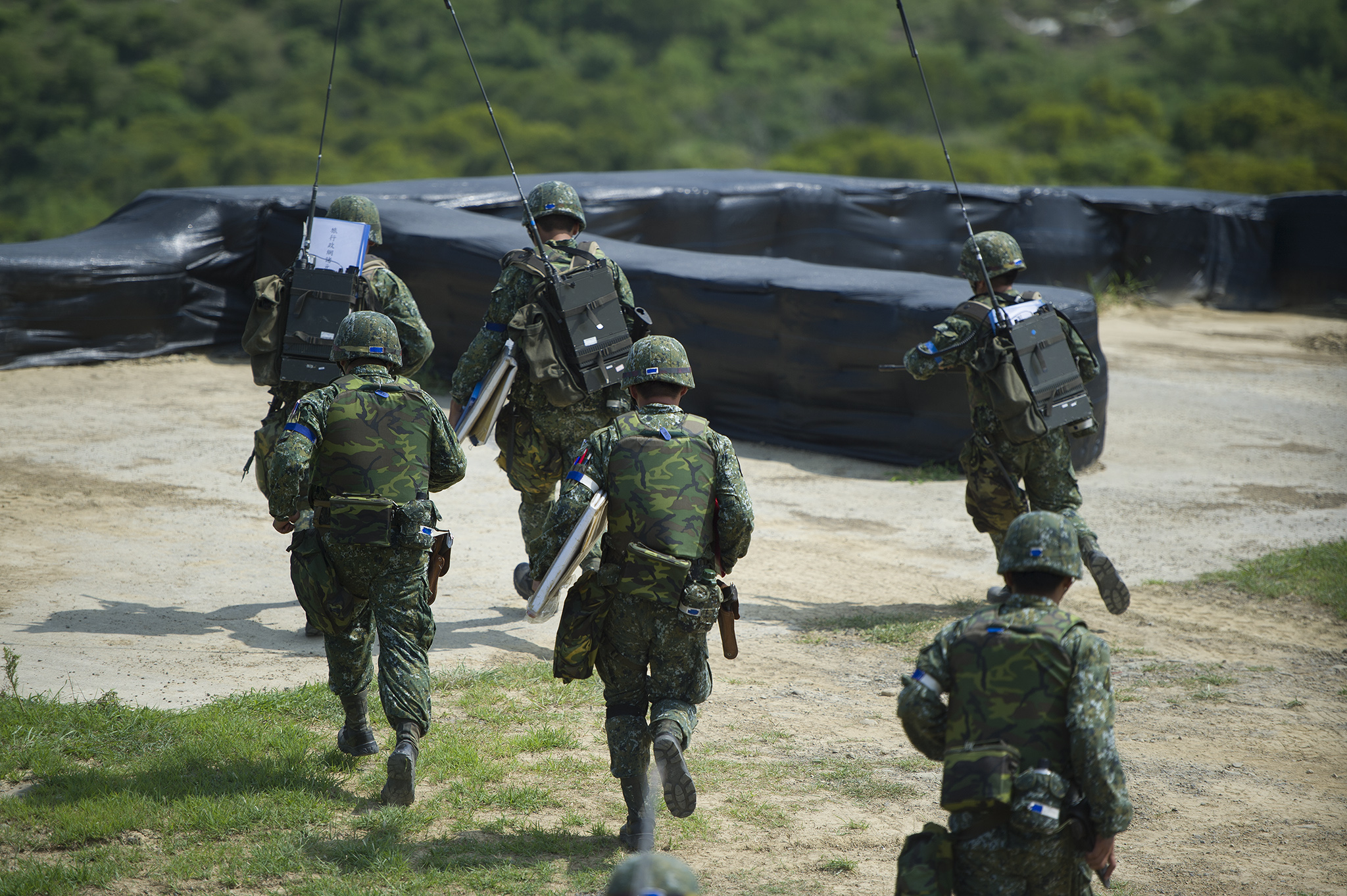
中華民國陸軍的機動通訊分隊。

通信兵（英語：signaller）是一个兵種，職責為處理軍事通信(Military Communications)。各個軍種都轄有此兵種。
軍事通信手段有電報、電話、衛星通訊、野戰通訊網、步話機、機動通訊（乘車或徒步）等，通訊兵由野戰通訊、固定台站通訊、通訊工程和軍郵勤務等專業部（分）隊組成，步兵師屬的通訊營，典型包括兩個無線連、一個（有線）通訊連、一個（有線）架設連、一個（無線）接力連；美國陸軍通信兵（英語：United States Army Signal Corps），由Albert J. Myer少校於1860年創立。